# Robert-André Bouroult
Robert-André Bouroult, né à Paris le 14 juin 1894 et mort à Vandœuvre-lès-Nancy le 17 septembre 1975, est un peintre français.

## Biographie
Pendant la Première Guerre mondiale, il est blessé par une balle à la main gauche le 24 septembre 1916 à Rancourt (Somme).
Membre de la Société des artistes français, il rencontre à l’École des beaux-arts Robert Fernier qui l’associe à André Charigny et André Roz aux salons des Annonciades.
En 1929, il obtient le prix Maguelonne-Lefebvre-Glaize.
Installé à Pontarlier, il est sociétaire de l’Association des Artistes Lorrains qui lui consacre, dans le cadre de son Salon annuel de 1975, une exposition rétrospective.

## Distinctions
- Croix de guerre 1914–1918, étoile d'argent
- Chevalier de la Légion d'honneur (décret du 30 décembre 1931)